# Château Mouton Rothschild
O Château Mouton Rothschild é uma famosa vinícola da região de Médoc, França, localizado na comuna de Pauillac. Ela produz um dos mais prestigiados vinhos de Bordeaux. O Château Mouton Rothschild é um "Premier Grand Cru Classé", de acordo com a classificação oficial dos vinhos de Bordeaux 1855. Ele compartilha essa rara distinção com Château Margaux, o Château Latour, o Château Lafite Rothschild e Château Haut-Brion.
Propriedade do ramo inglês da família Rothschild desde 1853, o Mouton Rothschild é particularmente famoso por duas razões (além da excelência dos seus vinhos):
1. Desde 1945, o rótulo é diferente em cada ano, muitas vezes ilustrado por um famoso artista (incluindo Marc Chagall, Miró, Picasso);
2. Inicialmente classificados como "Deuxième Grand Cru Classé" em 1855, o Mouton foi promovido ao posto de Premier Grand Cru Classé" em 1973 pelo Ministério da Agricultura francês.

O emblema do Castelo é o carneiro de Augsburg.

## História do Château
Em 1853 o Barão Nathaniel Rothschild comprou, em um leilão em Brane, o Château Mouton de Pauillac e renomeou-o para Château Mouton Rothschild e foi classificado como "Deuxième Grand Cru Classé" em 1855. Após a morte de Nathaniel em 1870, o castelo permaneceu na família mas com pouco desenvolvimento até 1922, quando Philippe de Rothschild assumiu o controle do vinhedo e foi o grande responsável pela ressurreição do Château. O ano 1924 marca o primeiro engarrafamento no château. Em 1973, a revisão da classificação de 1855 consagrou o Mouton como "Premier Grand Cru".

## O Vinho
O Château Mouton Rothschild abrange mais de 84 hectares de vinhas no coração do AOC de Pauillac. A videira é típica do Médoc: Cabernet Sauvignon (77%), Cabernet Franc (12%), Merlot (9%), Petit Verdot (2%). O Mouton Rothschild utiliza uma forma de vinificação incomum ao deixar o vinho na cuba após a fermentação e uma maturação mais longa em garrafa para atingir plena maturidade.   Desde 1993, o Château produz um segundo vinho, o "Le Petit Mouton de Mouton Rothschild".

## Rótulos
O Château Mouton Rothschild é particularmente famoso pelos seus rótulos, que são realizados anualmente por um artista diferente.
Em 1924, ocasião do primeiro engarrafamento no Château, um rótulo específico foi criado pelo artista Jean Carlu e é este trabalho do artista que decora o rótulo do Petit Mouton desde 1994. Em 1945, oBaron Philippe de Rothschild decidiu comemorar a vitória na Segunda Guerra Mundial, rotulando o Mouton Rothschild com um "V" (de Vitória) desenhado por Philippe Jullian. Depois de 1946 a 1954, ele usou vários artistas (pintores, cartunistas) para decorar os rótulos.   A partir de 1955, esses rótulos passaram a ser produzidos por grandes artistas que não serão pagos por esse trabalho, mas receberão vinhos de duas diferentes colheitas, incluindo uma que ele  tenha ilustrado.
Veja aqui todos os rótulos ((em inglês)).
| Safra | Artista                              | Observações |
| ----- | ------------------------------------ | --- |
| 1924  | Jean Carlu                           | |
| 1945  | Philippe Jullian                     | |
| 1946  | Jean Hugo                            | |
| 1947  | Jean Cocteau                         | |
| 1948  | Marie Laurencin                      | |
| 1949  | André Dignimont                      | |
| 1950  | Arnulf                               | |
| 1951  | Marcel Vertès                        | |
| 1952  | Léonor Fini                          | |
| 1953  | Ano do centenário                    | Celebra o centenário da aquisição do Château. |
| 1954  | Jean Carzou                          | |
| 1955  | Georges Braque                       | |
| 1956  | Pavel Tchelitchev                    | |
| 1957  | André Masson                         | |
| 1958  | Salvador Dali                        | |
| 1959  | Richard Lippold                      | |
| 1960  | Jacques Villon                       | |
| 1961  | Georges Mathieu                      | |
| 1962  | Matta                                | |
| 1963  | Bernard Dufour                       | |
| 1964  | Henry Moore                          | |
| 1965  | Dorothea Tanning                     | |
| 1966  | Pierre Alechinsky                    | |
| 1967  | César                                | |
| 1968  | Bona Tibertelli                      | |
| 1969  | Juan Miró                            | |
| 1970  | Marc Chagall                         | |
| 1971  | Wassily Kandinsky                    | |
| 1972  | Serge Poliakoff                      | |
| 1973  | Pablo Picasso                        | Homenageia a memória de Pablo Picasso, que faleceu em 8 abril desse ano. |
| 1974  | Robert Motherwell                    | |
| 1975  | Andy Warhol                          | |
| 1976  | Pierre Soulages                      | |
| 1977  | Homenagem à Rainha Mãe da Inglaterra | Vintage dedicada à visita da Rainha Mãe da Inglaterra. |
| 1978  | Jean-Paul Riopelle*                  | Excepcionalmente, existem dois rótulos para esta safra, pois não chegaram a um acordo.                                                                                                   |
| 1979  | Hisao Domoto                         | |
| 1980  | Hans Hartung                         | |
| 1981  | Arman                                | |
| 1982  | John Huston                          | |
| 1983  | Saul Steinberg                       | |
| 1984  | Yaacov Agam                          | |
| 1985  | Paul Delvaux                         | |
| 1986  | Bernard Séjourné                     | |
| 1987  | Hans Erni                            | Vintage dedicada a Philippine de Rothschild, filha do Barão Philippe, que morreu em 20 de Janeiro de 1988.                                                                               |
| 1988  | Keith Haring                         | |
| 1989  | Georg Baselitz                       | |
| 1990  | Francis Bacon                        | |
| 1991  | Setsuko Migishi                      | |
| 1992  | Per Kirkeby                          | |
| 1993  | Balthus                              | (Dois rótulos) - Escândalo sobre o trabalho de Balthus, que é uma menina nua. Uma série limitada, sem o desenho, é publicada nos Estados Unidos onde a figura foi associada a pedofilia. |
| 1994  | Karel Appel                          | |
| 1995  | Antoni Tàpies                        | |
| 1996  | Gu Gan                               | |
| 1997  | Niki de Saint Phalle                 | |
| 1998  | Rufino Tamayo                        | |
| 1999  | Raymond Savignac                     | |
| 2000  | O pequeno carneiro de Augsburg       | O rótulo para o frasco do milênio é uma serigrafia. Ela representa o carneiro, que é o emblema do Château.                                                                               |
| 2001  | Robert Wilson                        | |
| 2002  | Ilya Kabakov                         | |
| 2003  | Homenagem ao sesquicentenário        | Homenagem ao Barão Nathaniel de Rothschild. A etiqueta mostra uma foto do Barão tendo ao fundo o contrato de compra do Château                                                           |
| 2004  | Príncipe Charles de Inglaterra       | |
| 2005  | Giuseppe Penone                      | |
| 2006  | Lucian Freud                         | |
| 2007  | Bernar Venet                         | |
| 2008  | Xu Lei                               | |
| 2009  | Anish Kapoor                         | |
| 2010  | Jeff Koons                           | |
| 2011  | Guy de Rougemont                     | |
| 2012  | Miquel Barceló                       | |
| 2013  | Lee Ufan                             | |

## Recorde de preço
O Mouton Rothschild 1945 passou a ser, em 28 de setembro de 2006, o vinho mais valioso do mundo em um leilão organizado pela Christie's, em Beverly Hills. Um lote de 12 garrafas de 1945 chegou a US $ 290.000 (228.500 euros o lote ou € 22.650 cada) e um lote de 6 magnuns foi vendido por US $ 345.000 (€ 272.000). O recorde anterior era detido pelo Romanée-Conti 1985 cujas seis magnuns foram vendidas por € 134 315, em março de 2005, em Nova York.